# AVN Award for Best Foreign-Shot Group Sex Scene
L'AVN Award for Best Group Sex Scene è un premio pornografico assegnato agli attori impegnati in una scena di gruppo di produzione straniera votata come migliore dalla AVN, l'ente che assegna gli AVN Awards, riconosciuti come i migliori premi del settore. Dal 2022 il premio è noto come Best International Group Sex Scene.
Come per gli altri premi, viene assegnato nel corso di una cerimonia che si svolge a Las Vegas, solitamente nel mese di gennaio, dal 1999.

## Vincitori

### Anni 1990
| Anno | Vincitori                                                                                          | Titolo         |
| ---- | -------------------------------------------------------------------------------------------------- | -------------- |
| 1999 | Agness Grimaldi Anna Jessika Forister Laura Laura Black Lina Niki Blue David Perry Andrew Youngman | Euro Angels 10 |

### Anni 2000
| Anno | Vincitori | Titolo                      |
| ---- | --- | --------------------------- |
| 2000 | Rocco Siffredi Kelly Stafford Alba del Monte Nacho Vidal                                                                           | When Rocco Meats Kelly 2    |
| 2001 | Nacho Vidal Isabella Jazmine Rose                                                                                                  | Buttman's Anal Divas        |
| 2002 | Amanda Angel Catherine Count | Rocco: Animal Trainer 4     |
| 2003 | Veronica Carso Bambie Dolce Mandy Bright Nikita Elinor Gasset Sheila Scott Petra Short Stella Virgin Rocco Siffredi                | Ass Collector               |
| 2004 | Katsuni Steve Holmes | Katsumi's Affair            |
| 2005 | Auxanna Julia Robert Kevin King Kid Jamaica Kleopatra Kazso Rocco Siffredi                                                         | Rocco Ravishes Russia       |
| 2006 | Sandra Romain Jean Yves LeCastel Kid Jamaica Nick Lang                                                                             | Euro Domination             |
| 2007 | Isabel Ice Sandra Romain Dora Venter Kathy Blanche Karina Play Nicol Puma Black Erik Everhard Steve Holmes Robert Rosenberg        | Outnumbered 4               |
| 2008 | Marsha Lord Poppy Morgan Joachim Kessef Vanessa Hill Sarah James Kid Jamaica Jazz Duro Omar Galanti Gianna Michaels Kelly Stafford | Furious Fuckers: Final Race |
| 2009 | Bonny Bon Anthony Hardwood Mugar Nick Lang Frank Gun Lauro Gotto                                                                   | Ass Traffic 3               |

### Anni 2010
| Anno | Vincitori                                                                             | Titolo                       |
| ---- | ------------------------------------------------------------------------------------- | ---------------------------- |
| 2010 | Aletta Ocean Oliver Sanchez George Uhl                                                | Dollz House                  |
| 2011 | Tori Black Steve Holmes Jazz Duro                                                     | Tori Black: Nymphomaniac     |
| 2012 | Brooklyn Lee Ian Scott                                                                | Mission Asspossible          |
| 2013 | Bibi Noel Mira Sunset Rocco Siffredi                                                  | Aliz Loves Rocco             |
| 2014 | Aleska Diamond Anna Polina Anissa Kate Angel Piaff Rita Peach Tarra White Mike Angelo | The Ingenuous                |
| 2015 | Samantha Bentley Henessy Rocco Siffredi                                               | Rocco’s Perfect Slaves       |
| 2016 | Victoria Summers Danny D.                                                             | The Doctor                   |
| 2017 | Misha Cross Nikita Bellucci                                                           | Hard in Love                 |
| 2018 | Claire Castel Kristof Cale Math Ricky Mancini                                         | Claire Desires of Submission |
| 2019 | Alexa Tomas Megan Rain Apolonia Lapiedra Emilio Ardana                                | Undercover                   |

### Anni 2020
| Anno | Vincitori                                                           | Titolo                                     |
| ---- | ------------------------------------------------------------------- | ------------------------------------------ |
| 2020 | Jia Lissa Ella Hughes Jason Luv                                     | Blacked Raw V15                            |
| 2021 | Naomi Swann Talia Mint Alberto Blanco                               | Young Fantasies 5                          |
| 2022 | Emily Willis Little Caprice Apolonia Lapiedra Alberto Blanco        | Vibes 4                                    |
| 2023 | Sara Bell Martina Smeraldi Yves Morgan Oscar Batty Mike Chapman     | Rocco's Double Trouble 5, Scene 2          |
| 2024 | Little Caprice Rika Fane Stanley Johnson Marcello Bravo             | Newly Engaged Swingers                     |
| 2025 | Lumi Ray Megan Love Sia Siberia Christian Clay Jimmy Bud Marco Bull | Hotel Vixen Season 2 Episode 9: Going Stag |